# H2O – Abenteuer Meerjungfrau
H2O – Abenteuer Meerjungfrau (Originaltitel: H2O – Mermaid Adventures) ist eine französische Zeichentrickserie aus dem Jahr 2015. Die Serie ist eine Adaption der australischen Fernsehserie H2O – Plötzlich Meerjungfrau.

## Handlung
Die drei Teenager Cleo, Rikki und Emma verwandeln sich bei Berührung mit Wasser in wenigen Sekunden in Meerjungfrauen. Dabei können sie unter Wasser sprechen und mit den anderen Meeresbewohnern kommunizieren. Sie werden Teil ihrer Meeres-Gemeinschaft und erleben viele Abenteuer mit einer singenden Qualle, den Renn-Delfinen und dem Einsiedlerkrebs, der ein blaues Auto als Gehäuse herumschleppt und sie oft begleitet.

## Produktion und Veröffentlichung
Erstmals wurde die Serie am 22. Mai 2015 auf dem Video-on-Demand-Anbieter Netflix ausgestrahlt. Die deutsche Erstausstrahlung fand am 28. August 2015 bei KiKA statt. Weitere Ausstrahlungen erfolgten im ZDF und bei mehreren Video-on-Demand-Anbietern. Zudem erschienen mehrere DVDs, CDs und Bücher zu den Geschichten der Meerjungfrauen. Regie führte Tian Xiao Zhang und leitender Produzent war Denis Olivieri.

## Episodenliste
| Folge | deutscher Titel                      | deutsche Erstausstrahlung | englischer Titel                |
| 1     | Das Geheimnis der Insel Mako         | 28.08.2015                | The Secret Of Mako Island       |
| 2     | Im Fischernetz gefangen              | 31.08.2015                | Caught In The Net               |
| 3     | Die Galionsfigur                     | 01.09.2015                | The White Mermaid               |
| 4     | Eine stürmische Party                | 02.09.2015                | A Stormy Party                  |
| 5     | Ein Hotel auf Mako?                  | 03.09.2015                | Mako Island Hotel               |
| 6     | Die geheimnisvolle Alge              | 04.09.2015                | The Mysterious Seaweed          |
| 7     | Gefährliche Plastiktüten             | 07.09.2015                | It’s In The Bag!                |
| 8     | Ein Bermudadreieck                   | 08.09.2015                | Dolphin City Triangle           |
| 9     | Poseidons Tochter                    | 09.09.2015                | Poseidon’s Daughter             |
| 10    | Die Orakel-Krake                     | 10.09.2015                | Dolphin City Mascot             |
| 11    | Gestrandet                           | 11.09.2015                | Bad Waves                       |
| 12    | Großer Hai-Alarm                     | 14.09.2015                | Jaws-ache!                      |
| 13    | Der Verlobungsring                   | 15.09.2015                | The Lost Ring                   |
| 14    | Clownfisch vermisst                  | 16.09.2015                | Reported Missing                |
| 15    | Erinnerungslücken                    | 17.09.2015                | Memory Lapse                    |
| 16    | Valentinstag                         | 18.09.2015                | Valentine’s Day                 |
| 17    | Entführt                             | 21.09.2015                | Kidnapped!                      |
| 18    | Ein seltsames Phänomen               | 22.09.2015                | A Strange Phenomenon            |
| 19    | Schildkröteneier in Gefahr           | 23.09.2015                | Handle With Care                |
| 20    | Die Rückkehr der weißen Meerjungfrau | 24.09.2015                | The Return Of The White Mermaid |
| 21    | Drei lange Tage                      | 25.09.2015                | Three Days Underwater           |
| 22    | Der Wettkampf                        | 28.09.2015                | Robot Duel                      |
| 23    | Das Seemonster                       | 29.09.2015                | The Creature From The Bay       |
| 24    | Giftige Gesellen                     | 30.09.2015                | Underwater Takeover             |
| 25    | Kräfte der Natur                     | 01.10.2015                | Imminent Danger                 |
| 26    | Gefangen unter Wasser                | 02.10.2015                | Trapped                         |